# جيمس إدوين كاسيدي
جيمس إدوين كاسيدي (بالإنجليزية: James Edwin Cassidy)‏ هو قسيس أمريكي، ولد في 1 أغسطس 1869 في ونسوكت في الولايات المتحدة، وتوفي في 17 مايو 1951.